# Spirta-Haus

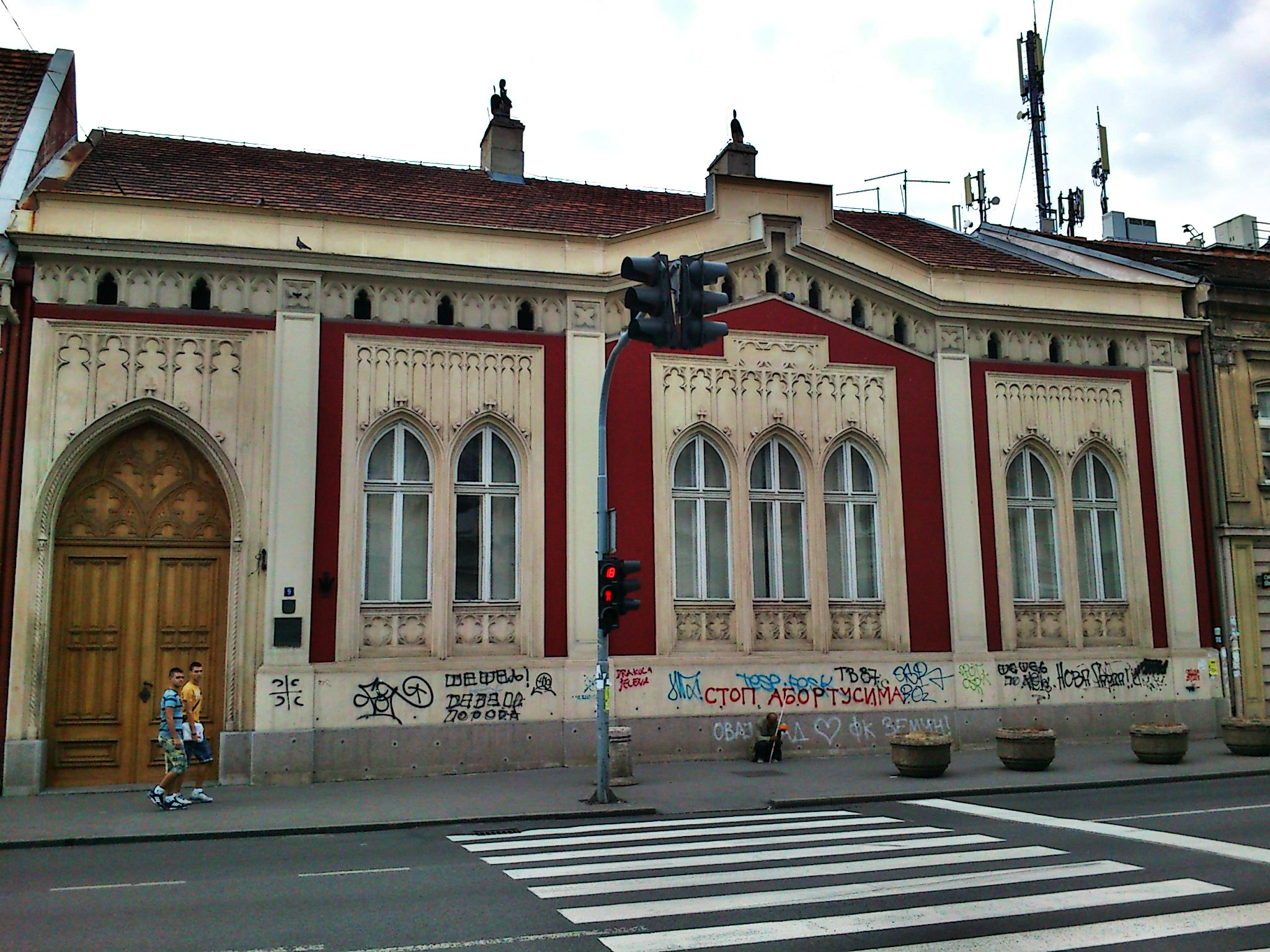
Haus des Spirta in Zemun

Das Spirta-Haus (serbisch-kyrillisch Спиртина кућа) ist ein Kulturdenkmal in Serbien. Es befindet sich in Zemun in der Straße Glavna Nr. 9.

## Geschichte
Das Haus der Spirtas befindet sich in Zemun in der Straße Glavna ulica Nr. 9. Es wurde Mitte des 19. Jahrhunderts nach dem Projekt von Hainrich Freiherr von Ferstel im Stil der Neugotik und als eines der ersten Hochparterre-Familienhäuser des Alten Kerns von Zemun 1828–1883 gebaut. Das Haus gehörte der wohlhabenden und einflussreichen Familie Spirtas in Zemun, die aus Klissura bei Kastoria in Griechenland nach Belgrad eingewandert war.

## Architektur
Durch die architektonischen Eigenschaften ist es unter den Häusern in Zemun auffallend. Es bezeugt die besondere soziale Schicht und den Geschmack der ehemaligen Eigentümer. Der Hauptteil des Gebäudes reicht mit der Höhe an die einstöckigen Nachbarhäuser heran. Es ist dreitraktig gebaut, mit einem Seitenflügel im Hof und einer asymmetrisch angelegten Einfahrt. Das Haus hat ein reiches Interieur, das für wohlhabende bürgerliche Häuser charakteristisch war. Die dekorativen Tapeten, die stilvollen Decken, die Keramiköfen, die Kamine und der prunkhafte, reich intarsierte Parkettfußboden stechen besonders hervor. Die Hauptfassade ist im Schema der ungeraden Zahlen komponiert, die für die Zeit des Romantik charakteristisch war. In der dekorativen flachen Plastik der Fassade, der Verarbeitung der Bautischlerei und der Verarbeitung der Ornamente der Böden, der Wände und der Dachböden des Gebäudes drückt sich der eklektische Geist der Epoche aus. Das Gebäude ist ein Teil der Straße Glavna zemunska ulica.

## Das Kulturdenkmal
In diesem Haus war eine Zeit lang ein Hotel Garni untergebracht. Seit 1971 befindet sich im Haus eine Dauerausstellung des Heimatmuseums Zemun, die die Vergangenheit von Zemun seit der Zeit seiner Entstehung bis 1945 zeigt. Das Museum ist seit 2002 bis heute für Besucher geschlossen, um umfangreiche Renovierungsarbeiten durchzuführen. Im Jahr 2021 waren die Arbeiten noch nicht abgeschlossen. Das Objekt ist zum Kulturdenkmal ernannt worden (Beschluss des Instituts – Nr. 182/4 vom 12. März 1965). Es ist im Rahmen der räumlichen kulturgeschichtlichen Einheit Staro Jezgro (Alter Kern) von Zemun lokalisiert worden, die zum Kulturgut von großer Bedeutung für die Republik Serbien ernannt wurde (Beschluss, „Amtsmeldeblatt der SRS“ Nr. 14/79).